# Балонь, Андрей Богданович
Андрей Богданович Балонь (укр. Андрій Богданович Балонь; род. 6 ноября 1982 года, г. Стебник, Львовская область) — украинский государственный служащий, политик.
Глава Кировоградской ОГА с 8 ноября 2019 года по 27 июня 2020 года.

## Биография

### Образование
В 2003 году окончил Национальный университет внутренних дел (юрист). В 2017 году окончил Киевский национальный университет имени Тараса Шевченко (специальность «Финансы и кредит»). Кандидат юридических наук.

### Трудовая деятельность
- Июль 2003 — февраль 2004 — следователь Старосамборского районного отдела управления МВД Украины Львовской области, г. Львов.
- Февраль 2004 — апрель 2010 — старший следователь Дрогобычского городского отдела Главного управления МВД Украины Львовской области, г. Львов.
- Апрель 2010 — июнь 2011 — заместитель начальника Самборского городского отдела Главного управления МВД Украины Львовской области — начальник следственного отдела, г. Львов.
- Июнь — сентябрь 2011 — заместитель начальника Франковского районного отдела Львовского городского управления МВД Украины Львовской области — начальник следственного отдела, г. Львов.
- Октябрь 2012 — октябрь 2013 — заместитель начальника следственного управления Управления МВД Украины в Житомирской области, г. Житомир.
- Октябрь 2013 — январь 2014 — старший следователь по особо важным делам-криминалист отдела расследования преступлений, совершенных против жизни и здоровья человека, следственного управления Управления МВД Украины в Полтавской области, г. Полтава.
- Январь — июнь 2014 — начальник отдела расследования особо важных дел и преступлений, совершенных организованными группами и преступными организациями, следственного управления Управления МВД Украины в Полтавской области, г. Полтава.
- Июнь 2014 — август 2015 — первый заместитель начальника Управления МВД Украины в Полтавской области — начальник следственного управления, г. Полтава.
- Сентябрь 2015 — май 2017 — доцент кафедры государственного управления и права Полтавского национального технического университета имени Юрия Кондратюка, г. Полтава.
- Заместитель председателя Херсонской облгосадминистрации с мая 2017 года[6].
- 8 ноября 2019 года был назначен главой Кировоградской областной государственной администрации.
- 27 июня 2020 был уволен с должности главы Кировоградской облгосадминистрации[7].